# 20. ožujka
20. ožujka (20. 3.) 79. je dan godine po gregorijanskom kalendaru (80. u prijestupnoj godini).
Do kraja godine ima još 286 dana.

## Događaji
- 1413. – Henrik V. postao je kralj Engleske.
- 1602. – Utemeljena je Nizozemska istočnoindijska kompanija.
- 1852. – Prvi je put izdana Čiča Tomina koliba, roman književnice Harriet Beecher Stowe, koji govori o ropstvu.
- 1933. – Dovršena je izgradnja prvog sabirnog logora Trećeg Reicha u Dachauu.
- 1956. – Tunis je stekao nezavisnost od Francuske.
- 1960. – Elvis Presley u Nashvillu snima šest pjesama za svoju prvu ploču nakon vojske. Dan poslije tog dobiva prvi od mnogih crni pojas u karateu. Nakon tjedan dana gost je Franka Sinatre u njegovu TV showu, za što dobiva u to doba ogromni honorar od 125.000 dolara.
- 1995. – Sekta Aum Shinrikyo izvršila je u tokijskoj podzemnoj željeznici napad otrovnim plinom sarinom u kojem je poginulo 12 ljudi i ozlijeđeno više od 6,000.
- 2010. – U Bjelovaru je ispred katedrale sv. Terezije Avilske održano euharistijsko slavlje povodom uspostave Bjelovarsko-križevačke biskupije i ređenja prvog biskupa te biskupije monsinjora Vjekoslava Huzjaka.

| - 1697. – Jožef Marko Dravec, slovenski katolički svećenik i pisac u Ugarskoj († 1779.) - 1725. – Abdul Hamid I., turski sultan († 1789.) - 1828. – Henrik Ibsen, norveški književnik († 1906.) - 1904. – B. F. Skinner, američki psiholog († 1990.) - 1917. – Vera Lynn, britanska pjevačica († 2020.) - 1949. – Kardinal Josip Bozanić, zagrebački nadbiskup metropolit - 1954. – Ljubo Jurčić, hrvatski ekonomist i političar - 1963. – Miroslav Lajčák, slovački političar - 1968. – John Kocinski, američki motociklist - 1976. – Chester Bennington, američki glazbenik - 1984. – Fernando Torres, španjolski nogometaš - 1991. – Alexis Pinturault, francuski skijaš | - 1619. – Matija, njemačko-rimski car, ugarsko-hrvatski i češki kralj (* 1557.) - 1894. – Lajos Kossuth, mađarski pravnik, političar i revolucionar (* 1802.) - 1964. – Brendan Behan, irski književnik (* 1923.) - 1979. – Marijan Haberle, hrvatski arhitekt (* 1908.) - 2017. – David Rockefeller, američki bankar (* 1915.) |

## Blagdani i spomendani
- Međunarodni dan kazališta za djecu i mlade
- Sv. Nicet

## Imendani
- Niceta
- Dionizije
- Vladislav
- Vlado